# Plebejus cleopatra
Plebejus cleopatra är en fjärilsart som beskrevs av Arthur Francis Hemming 1934. Plebejus cleopatra ingår i släktet Plebejus och familjen juvelvingar. Inga underarter finns listade i Catalogue of Life.